# Fata-a-iki
Fata-a-iki (... – 1896) è stato un sovrano niueano.
Fu il settimo patu-iki (re) dell'isola di Niue, nell'oceano Pacifico, dal 1887 al 1896. Fu il secondo re cristiano. Fu investito ufficialmente della carica di patu-iki il 21 novembre 1888 anche se iniziò a svolgere il suo ruolo di sovrano sin dalla morte del suo predecessore, Tui-toga, l'anno prima.
Uno dei suoi primi atti da monarca fu quello di scrivere all'allora regina britannica Vittoria, chiedendo che Niue fosse annessa all'Impero sotto la forma di un protettorato, per evitare l'annessione da parte di altre potenze coloniali. La lettera rimase senza risposta e Fata-a-iki ne scrisse una seconda nel 1895. A questa lettera la regina risponderà solo nel 1900, dopo la morte di Fata-a-iki, con l'annessione di Niue all'Impero.